# Hiloba
Hiloba (ryska: Гильоба) är en ort i Azerbajdzjan.   Den ligger i distriktet Qusar Rayonu, i den nordöstra delen av landet, 180 km nordväst om huvudstaden Baku. Hiloba ligger 154 meter över havet och antalet invånare är 460.
Terrängen runt Hiloba är huvudsakligen platt, men åt sydväst är den kuperad. Närmaste större samhälle är Xudat, 11,6 km öster om Hiloba.
Trakten runt Hiloba består till största delen av jordbruksmark. Runt Hiloba är det ganska glesbefolkat, med 48 invånare per kvadratkilometer.